# Крюгер, Элеонора Альбертовна
Элеонора Альбертовна Крюгер (болг. Елеонора Албертова Крюгер; 1901 — 20 июля 1954) — эмигрантка из России в Болгарию, которую принимали за «чудом спасшуюся великую княжну Анастасию Николаевну».

## Появление
В 1922 году болгарская деревня Габарево стала прибежищем небольшой группы беженцев из Советской России. Первыми в ней появились доктор Петр Александрович Алексеев, Матвей Павлович Колышев, Сергей Максимович Кузмич, а также Яков Симеонович Латвинов. Летом 1922 года в доме Алексеева поселилась некая таинственная русская, назвавшая себя Элеонорой (Норой) Альбертовной Крюгер, — впрочем, она вскоре стала выдавать себя за польку, точнее, утверждать, что полькой была её мать, а отцом — российский дворянин. Бросалось в глаза, что на остальных членов русской диаспоры (включая доктора) Элеонора смотрела сверху вниз, порой даже нанимала их жён в роли уборщиц и кухарок. Почти сразу к Элеоноре присоединился молодой человек болезненного вида, назвавший себя Георгием (Жоржем) Жудиным. Поползли слухи, что Георгий и Нора на самом деле брат и сестра, — сами они эти слухи не подтверждали, но и не опровергали. Сразу после их появления, в селе стали шептаться, что новоприбывшие совсем не те, за кого себя выдают, и что Элеонора занимала в России очень высокое положение. Обращали внимание, что Жорж болен туберкулёзом, и кто-то вспомнил, что туберкулёз по своим симптомам несколько напоминает гемофилию — которой, как известно, страдал наследник престола. Не желая привлекать к себе внимания, Нора вышла замуж за Алексеева, но, по всей видимости, фиктивно, как свидетельствовали очевидцы, Нора до конца жизни продолжала весте себя с ним как со слугой. Вслед за Георгием и Элеонорой, русская диаспора, члены которой, хотя и относились вполне дружелюбно к местным жителям, весьма неохотно вспоминали о своём дореволюционном прошлом. Впрочем, Жорж избегал соседей, и предпочитал в одиночку время от времени разгуливать по селу в облегающей куртке военного образца, сама Нора курила, употребляла опиум.
Георгий Жудин умер в 1930 году и был похоронен там же, в местечке Габарево. Нора ухаживала за его могилой, и даже высадила рядом с ней два дерева.
До конца жизни Элеонора прожила в Габареве, работая учительницей в местной школе и суфлёршей в театре.
Она умерла в 1954 году и была похоронена рядом с могилой предполагаемого брата.

## «Узнавание»
Элеонора довольно много рассказывала о себе, лишь избегая называть имя, которое носила в России, и болгарский исследователь Благой Эммануилов пришел к выводу, что эти слухи подозрительно совпадают с историей Анастасии Николаевны.
К концу своей жизни и сама она вспоминала, что слуги купали её в золотом корыте, причёсывали и одевали. Рассказывала она и о собственной царской комнате, и о своих детских рисунках, в ней нарисованных. Есть ещё одна интересная улика. В начале 50-х годов в болгарском черноморском городе Балчик русский белогвардеец, описывая в подробностях жизнь расстрелянной императорской семьи, упоминал Нору и Жоржа из Габарево.

## История «чудесного спасения»
Этот белогвардеец якобы рассказывал, что Николай II лично приказал ему вывести из дворца Анастасию и Алексея и при первой возможности выехать с ними из России. После долгих мытарств, все трое сумели добраться до Одессы и сесть на пароход, направлявшийся в Турцию, погоня, якобы настигла их в последний момент, и Анастасия была ранена красноармейцами, открывшими огонь по кораблю. Так или иначе, беглецам удалось добраться до турецкого города Текирдаг, затем они якобы осели в деревне Габарево, недалеко от болгарского города Казанлык. Гораздо позднее в прессе было названо и имя этого загадочного спасителя — Пётр Замяткин.

## «Доказательства»
Уже позднее, после её смерти, ещё некий русский из города Чирпан якобы уверял при свидетелях, что в село Габарево должны наведаться некие люди из России, чтобы поклониться «святым для них могилам». Но, конечно же, этот русский скоропостижно скончался и не успел назвать настоящих имён тех, кто был в этих могилах погребён.
Нора преподавала нам французский, английский, латынь; рисовала декорации к театральным постановкам, была гримёршей и суфлёршей в нашем театре. Пуля повредила её голосовые связки и голос у неё был глухим и гнусавым...- вспоминала жительница того же села Крыстина Чомакова. - В том далеком 1930 году, когда никто в наших краях не имел ни малейшего понятия о балете, мы по её (Норы) идее поставили настоящий балетный спектакль в сельском училище. Для спектакля Нора смастерила из растягивающейся тонкой бумаги фантастические разноцветные костюмы. Успех был просто огромен! А на следующий год мы представили оперетту «Балет цветов». Весною в помещении сельской корчмы Нора организовывала торжества, перераставшие в настоящие дворцовые балы, где публика наряжалась в созданные её руками костюмы эскимосов, африканцев и ещё каких-то странных существ и предметов, о которых мы и слыхом не слыхивали.
По данным Радио Болгария, в 1995 году, когда тела их были эксгумировали из могилы, на груди у обоих нашлись иконы Христа Спасителя, полагавшиеся только высшим представителям русской аристократии. Также указывают, что сам факт погребения Элеоноры и Георгия по соседству должен был свидетельствовать об их близком родстве.
Некоторые доказательства, впрочем, носят курьёзный характер. Так, утверждают, что Нора любила собак и постоянно имела их в доме (Анастасия также до конца не расставалась с любимым псом). Кроме того, одна из собак носила имя «Марон» — совершенно не характерное для Болгарии. Сумели «дешифровать» даже написанную Элеонорой цветочную композицию — было решено, что мак на ней символизирует Марию, цветок дикого овса — Ольгу, горечавка — Татьяну, василёк — цесаревича, и наконец — ромашка — всё семейство Романовых.